# Raión de Chernígov
Raión de Chernígov (en ucraniano: Чернігівський район) es un raión o distrito de Ucrania en la óblast de Chernígov. 
La capital es la ciudad de Chernígov.
Su territorio, de 10 249 m², fue definido en 2020 mediante la fusión del propio raión de Chernígov con la hasta entonces ciudad de importancia regional de Chernígov y los vecinos raiones de Horodniá, Kozélets, Kulykivka y Ripký.

## Demografía
En 2020, tras la definición de los límites actuales, el raión tenía una población de 460 800 habitantes.

## Subdivisiones
Tras la reforma territorial de 2020, el raión incluye 20 municipios: las ciudades de Chernígov, Horodniá y Oster, los asentamientos de tipo urbano de Berezna, Honcharivske, Desná, Dobrianka, Kozelets, Kulykivka, Liúbech, Myjailo-Kotsiubynske, Olýshivka, Ripky y Sédniv y los municipios rurales de Ivánivka, Kipti, Kyyinka, Kyselivka, Novi Biloús y Tupýchiv.

## Otros datos
El código KOATUU fue 7425500000. El código postal 15501 y el prefijo telefónico +380 4620.